# Họ Mỏ hạc
Họ Mỏ hạc (danh pháp khoa học: Geraniaceae) là một họ thực vật có hoa. Nó bao gồm cả chi Geranium (các loài mỏ hạc) và các loài cây trồng làm cảnh như quỳ thiên trúc, phong lữ mà các nhà thực vật học ngày nay phân loại là thuộc chi Pelargonium, cùng với các chi có hình dạng bề ngoài tương tự khác.
Trong họ này có khoảng 805 loài, phân bổ trong khoảng 7 đến 14 chi; danh sách các chi trong bảng phân loại thuộc bài này lấy từ cơ sở dữ liệu của Vườn thực vật hoàng gia Kew, Anh quốc. Về mặt số lượng, quan trọng nhất là các chi Geranium, Pelargonium và Erodium. Phần lớn các loài được tìm thấy trong các khu vực ôn đới hoặc ôn đới ấm, đặc biệt là miền nam châu Phi, mặc dù có một số loài sinh trưởng trong khu vực nhiệt đới. Các loài cây này có thể là cây sống một năm hoặc lâu năm. Các loài cây có thân lớn thường có thân gỗ; phần lớn có lông bao phủ. Hoa có 5 cánh và chủ yếu là lưỡng tính.
Người ta cũng có thể phân biệt chi Hypseocharis có khoảng 1-3 loài sinh trưởng trong khu vực tây nam dãy Andes ở Nam Mỹ với phần còn lại của họ này. Một số tác giả đặt chi Hyspeocharis trong họ độc chi là Hypseocharitaceae, trong khi các nguồn cũ lại đặt chi này trong họ Oxalidaceae.

## Phân loại
APG chia họ này ra thành 2 nhóm như sau:
- Hypseocharis: Đồng nghĩa Hypseocharitaceae Weddell, 1 chi và 1-6 loài thực vật thân thảo sống lâu năm tại tây nam Andes ở Nam Mỹ (tây bắc Argentina, Bolivia, Peru).
- Geranioideae Arnott: Khoảng 5-6 chi và 800 loài cây bụi. Đồng nghĩa: Erodiaceae Horaninow. Các chi đa dạng nhất là Geranium (430 loài), Pelargonium (280 loài), Erodium (80 loài), Monsonia (40 loài khi gộp cả chi Sarcocaulon). Phân bố tại vùng ôn đới, đặc biệt là miền nam châu Phi.
  - California: 1 loài, California macrophylla, tách ra từ chi Erodium[2]. Miền tây Hoa Kỳ và tây bắc Mexico.
  - Erodium (bao gồm cả Erodion, Myrrhina, Ramphocarpus). 119 loài, khu vực bản địa là vùng ôn đới đại lục Á-Âu (gồm cả Tây Á), Australia, Bắc Phi, tây nam Hoa Kỳ, Mexico, Peru, Brasil tới miền nam Nam Mỹ.
  - Geranium (bao gồm cả Geranion, Geraniopsis, Neurophyllodes, Robertiella, Robertium). 354 loài, phân bố rộng khắp tại vùng ôn đới, cận nhiệt đới và miền núi nhiệt đới.
  - Monsonia (bao gồm cả Olopetalum). 26 loài, phân bố từ châu Phi (gồm cả Madagascar) qua Tây Á tới Ấn Độ.
  - Pelargonium (bao gồm cả Anisopetala, Campylia, Chorisma, Ciconium, Corthumia, Cortusina, Cynosbata, Dibrachya, Dimacria, Eumorpha, Geraniospermum, Grenvillea, Hoarea, Isopetalum, Jenkinsonia, Ligularia, Myrrhidium, Otidia, Pelargonion, Peristera, Phymatanthus, Polyactium, Polyschisma, Scolopacium, Seymouria): 283 loài, bản địa đông và nam châu Phi (gồm cả Madagascar), bán đảo Ả Rập, Thổ Nhĩ Kỳ, Australia, Thái Lan. Du nhập vào một số nơi tại Trung Mỹ, Hoa Kỳ, Ecuador, Morocco, châu Âu, Nam Á, Uzbekistan, Việt Nam, Nhật Bản.
  - Sarcocaulon: 14 loài. Có thể gộp trong chi Monsonia, nhưng việc gộp lại này dường như làm cho Monsonia trở thành đa ngành.

## Phát sinh chủng loài
Cây phát sinh chủng loài dưới đây lấy theo Price & Palmer (1993), với sự bổ sung lấy theo Fiz O. (2008) và Jeiter et al. (2017).

|  | Monsonia    |
|  |             |
|  | Sarcocaulon |
|  |             |

|  | \| \| Erodium \| \| \| \| \| \| California \| \| \| \| |
|  |                                                        |
|  | Geranium                                               |
|  |                                                        |
|  | Erodium                                                |
|  |                                                        |
|  | California                                             |
|  |                                                        |

|  | Erodium    |
|  |            |
|  | California |
|  |            |

|  | Monsonia    |
|  |             |
|  | Sarcocaulon |
|  |             |

|  | \| \| Erodium \| \| \| \| \| \| California \| \| \| \| |
|  |                                                        |
|  | Geranium                                               |
|  |                                                        |
|  | Erodium                                                |
|  |                                                        |
|  | California                                             |
|  |                                                        |

|  | Erodium    |
|  |            |
|  | California |
|  |            |

|  | Monsonia    |
|  |             |
|  | Sarcocaulon |
|  |             |

|  | \| \| Erodium \| \| \| \| \| \| California \| \| \| \| |
|  |                                                        |
|  | Geranium                                               |
|  |                                                        |
|  | Erodium                                                |
|  |                                                        |
|  | California                                             |
|  |                                                        |

|  | Erodium    |
|  |            |
|  | California |
|  |            |

|  | Monsonia    |
|  |             |
|  | Sarcocaulon |
|  |             |

|  | \| \| Erodium \| \| \| \| \| \| California \| \| \| \| |
|  |                                                        |
|  | Geranium                                               |
|  |                                                        |
|  | Erodium                                                |
|  |                                                        |
|  | California                                             |
|  |                                                        |

|  | Erodium    |
|  |            |
|  | California |
|  |            |

|  | Monsonia    |
|  |             |
|  | Sarcocaulon |
|  |             |

|  | \| \| Erodium \| \| \| \| \| \| California \| \| \| \| |
|  |                                                        |
|  | Geranium                                               |
|  |                                                        |
|  | Erodium                                                |
|  |                                                        |
|  | California                                             |
|  |                                                        |

|  | Erodium    |
|  |            |
|  | California |
|  |            |

|  | Monsonia    |
|  |             |
|  | Sarcocaulon |
|  |             |

|  | \| \| Erodium \| \| \| \| \| \| California \| \| \| \| |
|  |                                                        |
|  | Geranium                                               |
|  |                                                        |
|  | Erodium                                                |
|  |                                                        |
|  | California                                             |
|  |                                                        |

|  | Erodium    |
|  |            |
|  | California |
|  |            |

|  | Monsonia    |
|  |             |
|  | Sarcocaulon |
|  |             |

|  | \| \| Erodium \| \| \| \| \| \| California \| \| \| \| |
|  |                                                        |
|  | Geranium                                               |
|  |                                                        |
|  | Erodium                                                |
|  |                                                        |
|  | California                                             |
|  |                                                        |

|  | Erodium    |
|  |            |
|  | California |
|  |            |

|  | Monsonia    |
|  |             |
|  | Sarcocaulon |
|  |             |

|  | \| \| Erodium \| \| \| \| \| \| California \| \| \| \| |
|  |                                                        |
|  | Geranium                                               |
|  |                                                        |
|  | Erodium                                                |
|  |                                                        |
|  | California                                             |
|  |                                                        |

|  | Erodium    |
|  |            |
|  | California |
|  |            |